# 库拉尼佩

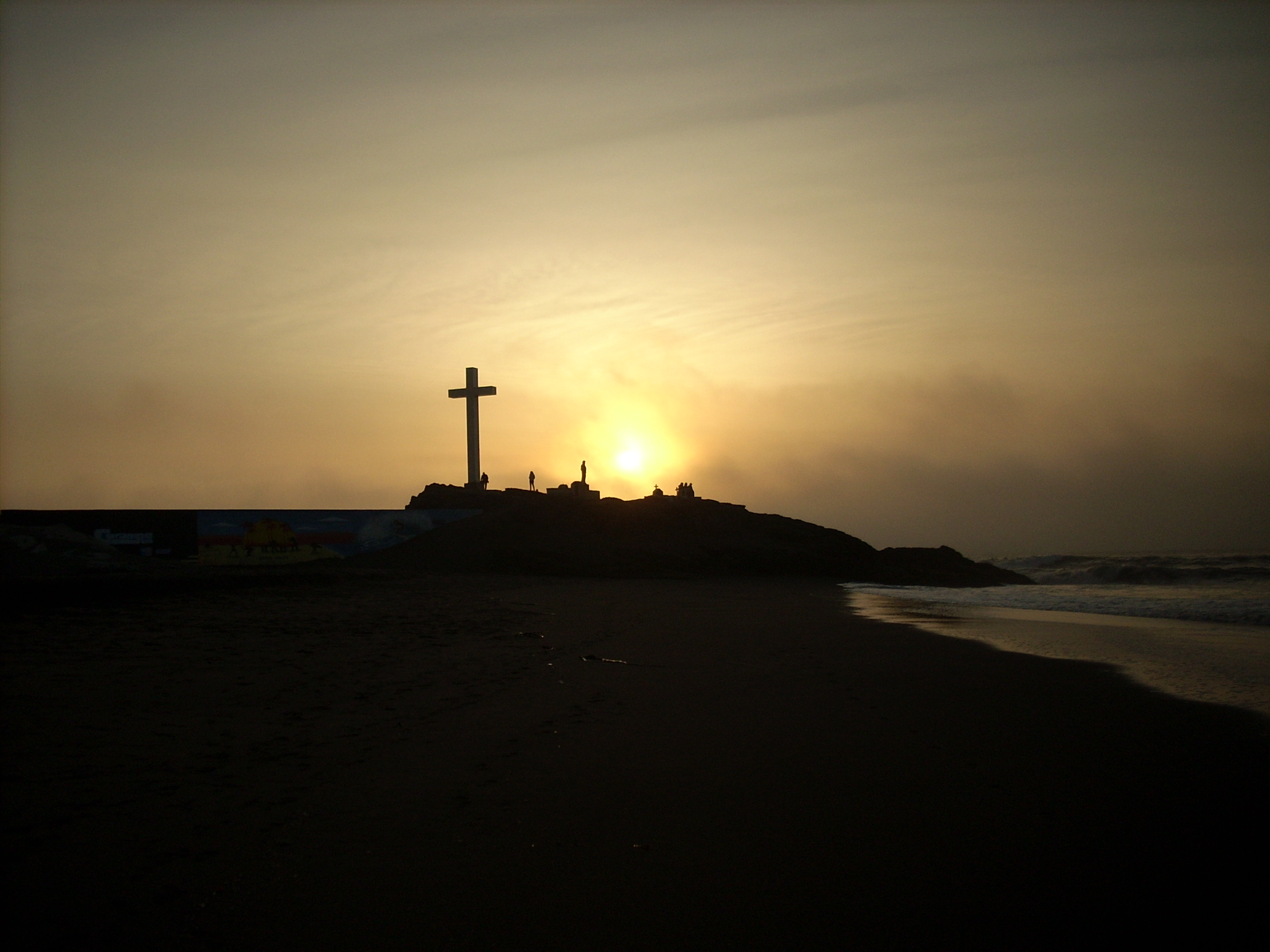
库拉尼佩海滩上的日落

库拉尼佩（馬普切語中意为“生长于岩石中的梅树”) 是智利的一座城镇，位于马乌莱大区考克內斯省的佩柳韋。
库拉尼佩在19世纪中叶至当世纪末曾为考克內斯地区著名的度假村和港口，当地的建筑风格与智利被殖民时期的风格相似。
2010年智利大地震的震中位于库拉尼佩西南11（6.8英里）处。